# Saint-Martin-de-Bossenay
Saint-Martin-de-Bossenay è un comune francese di 399 abitanti situato nel dipartimento dell'Aube nella regione del Grand Est.

## Società

### Evoluzione demografica
Abitanti censiti